# رقص با تو
«رقص با تو» (به انگلیسی: Rock With You) در ۳ نوامبر ۱۹۷۹ به عنوان دومین تک‌آهنگ از آلبوم غیر معمول مایکل جکسون منتشر شد. این آهنگ را گروه هیت‌ویو و راد تمپرتون نوشتند. این تک‌آهنگ که در جدول‌های فروش پاپ و آر اند بی شماره یک شد، یکی از ترانه‌های مورد علاقهٔ جکسون هم بود. با توجه به مجلهٔ بیلبورد، این آهنگ پنجمین تک‌آهنگ بزرگ سال ۱۹۸۰ است. اکنون نیز این تک آهنگ به صورت رمیکس‌های مختلف در کلاب‌ها نواخته می‌شود.
این آهنگ در آلبوم رویایی: تک ویدیوها دوباره پخش شد.